# Ribeira de Toutalga
A Ribeira de Toutalga é um curso de água português, localizada no Município de Moura. Nasce da confluência de dois barrancos na freguesia de Santo Aleixo da Restauração. Desagua no Rio Ardila.

## Aquífero da Ribeira de Toutalga
O Aquífero da Ribeira de Toutalga, é caracterizado por uma variação sazonal de quimismo que denuncia o respectivo processo de recarga e as relações hidráulicas com o aquífero principal. Efectivamente, durante a estiagem (em que o aquífero é recarregado pela influência da Ribeira de S. Pedro, que é, um pouco a montante, efluente em relação ao aquífero Moura-Ficalho – nascente de Gargalão), as características químicas da água dos furos repuxantes de Monte Matum são muito semelhantes às da nascente de Gargalão; durante o período das chuvas, em que a Ribeira da Toutalga acrescenta ao escoamento subterrâneo proveniente da Ribeira de S. Pedro, o escoamento superficial das ribeiras de S. Pedro e da Toutalga, a mineralização total e a concentração em HCO3- e Ca2+, da água dos furos deste aquífero diminuem, reflectindo a influência do escoamento superficial na recarga deste aquífero.